# Caradrina bermeja
Caradrina bermeja là một loài bướm đêm trong họ Noctuidae.